# Cosmioconcha calliglypta
Cosmioconcha calliglypta is een slakkensoort uit de familie van de Columbellidae. De wetenschappelijke naam van de soort is voor het eerst geldig gepubliceerd in 1901 door Dall.